# Wybory do Parlamentu Europejskiego w Wielkiej Brytanii w 1979 roku
Wybory do Parlamentu Europejskiego w Wielkiej Brytanii odbyły się w 1979 roku po raz pierwszy w historii. Głosowanie odbyło się 7 czerwca. 
W ich wyniku wybrano 81 parlamentarzystów.
Frekwencja wyborcza wyniosła 32,7% uprawnionych do głosowania, co stanowiło 13,460,091 oddanych głosów.

## Wyniki
| Partia                                  | Ilość głosów | % głosów | Ilość mandatów |
| --------------------------------------- | ------------ | -------- | -------------- |
| Partia Konserwatywna                    | 6,508,492    | 48.4     | 60             |
| Partia Pracy                            | 4,253,247    | 31.6     | 17             |
| Partia Liberalna (Wielka Brytania)      | 1,690,638    | 6,2      | 12,6           |
| Szkocka Partia Narodowa                 | 247,836      | 1,9      | 1              |
| Plaid Cymru                             | 83,399       | 1        | 0              |
| Zjednoczeni przeciwko wspólnemu rynkowi | 27,506       | 0        | 0              |
| Niezależni                              | 23,539       | 0        | 0              |
| Partia Ekologii                         | 17,953       | 0        | 0              |
| Mebyon Kernow                           | 10,205       | 0        | 0              |
| Niezależni Konserwatyści                | 4,804        | 0        | 0              |
| Niezależni Demokraci                    | 2,473        | 0        | 0              |
| Międzynarodowi Marksiści                | 1,635        | 0        | 0              |
| EFP                                     | 497          | 0        | 0              |
| Łącznie                                 | 13,460,091   | 100      | 81             |